# New York Community Bank
New York Community Bancorp, Inc. (NYCB) es un holding bancario con sede en Hicksville, Nueva York. El holding es propietario de varias empresas, entre las que destacan New York Community Bank y Flagstar Bank. En 2023, los dos bancos operaban 395 sucursales en Nueva York, Michigan, Nueva Jersey, Ohio, Florida, Arizona y Wisconsin. Algunas sucursales llevan el nombre de New York Community Bank, mientras que otras operan bajo otros nombres. NYCB figura en la lista de los mayores bancos de Estados Unidos.
New York Community Bank es conocido por evitar los productos de riesgo y por centrarse en activos que producen ingresos, en un esfuerzo por proporcionar flujos de efectivo constantes incluso en ciclos crediticios adversos Una gran mayoría de los préstamos originados por el banco son préstamos multifamiliares o comerciales, muchos de ellos en la ciudad de Nueva York, a edificios en plena capacidad de alquiler y sujetos a las leyes relativas al control de alquileres en Nueva York. En 2015, New York Community Bank era el mayor prestamista del área metropolitana de Nueva York, pero se diferencia de sus rivales nacionales de mayor tamaño en que se niega a ofrecer préstamos para la construcción de inmuebles comerciales, por considerarlos demasiado arriesgados.
A finales de diciembre de 2020, el banco anunció un cambio en la cúpula ejecutiva. Joseph Ficalora, presidente, consejero delegado y miembro del consejo de administración desde hacía muchos años, anunció su jubilación. Thomas Cangemi, director financiero de la empresa desde 2005, se convirtió en presidente y consejero delegado.
El enfoque de NYCB en préstamos multifamiliares y comerciales es evidente por su valor medio de préstamo de 9,9 millones de dólares en los 7.800 millones de dólares de préstamos que originó en 2021.

## Historia

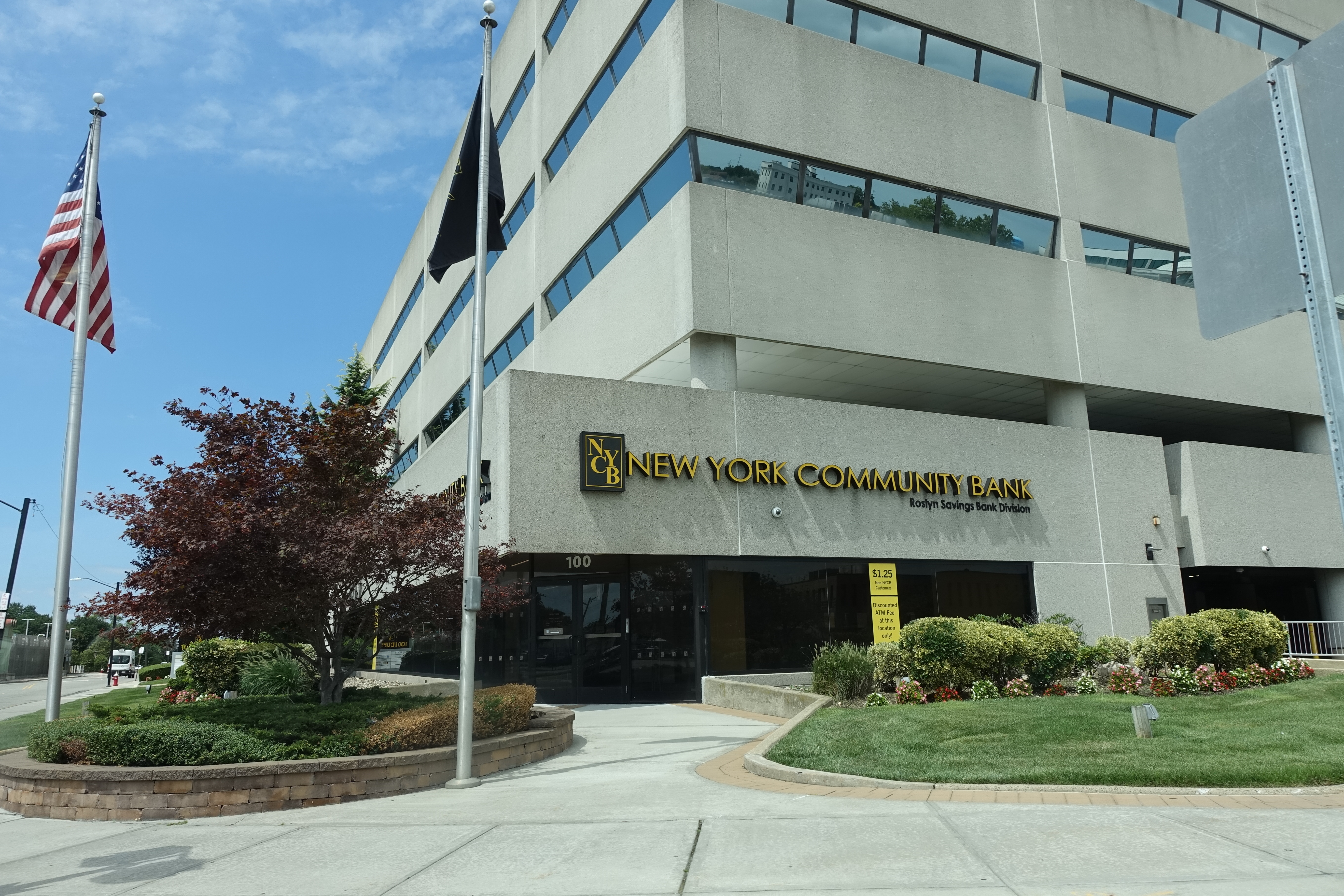
Sede del New York Community Bank, Hicksville, Nueva York, EE. UU.

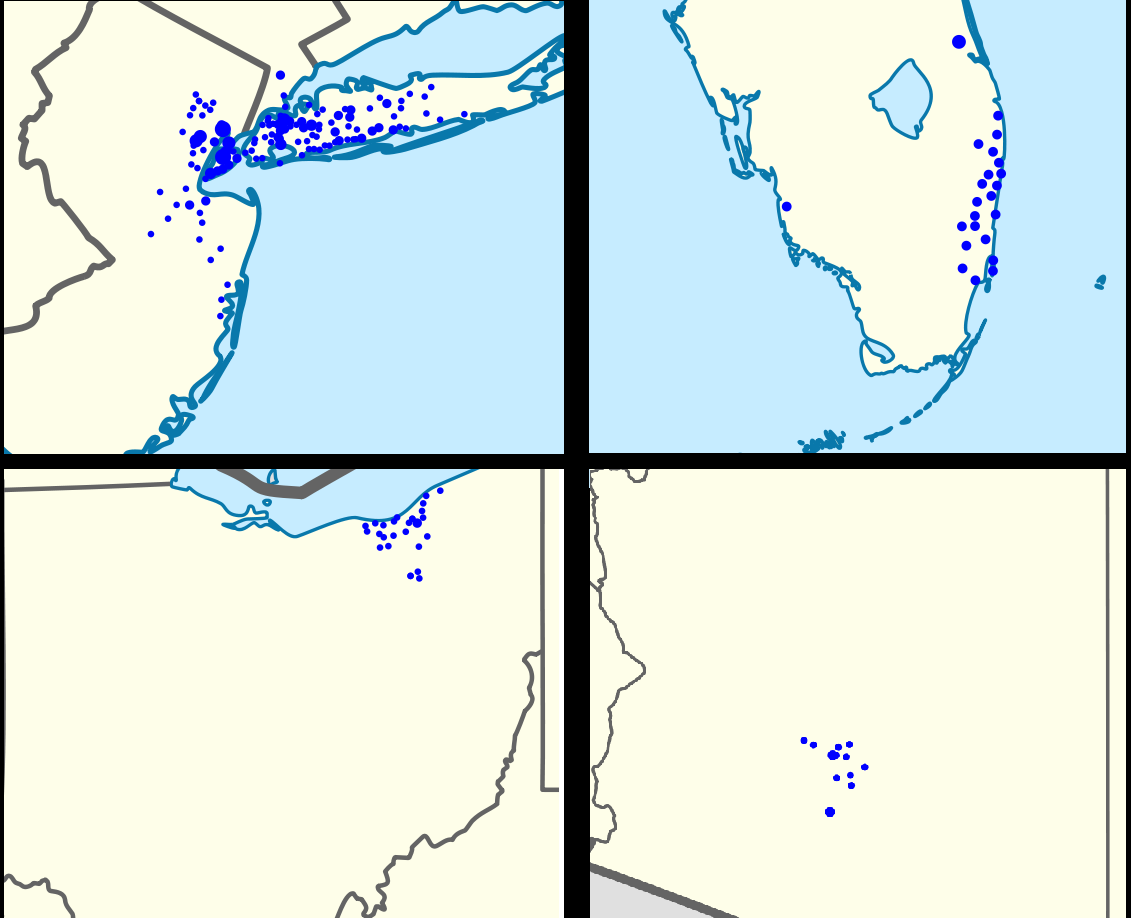
Zona de operaciones de NYCB en el área metropolitana de Nueva York (arriba a la izquierda), el sur de Florida (arriba a la derecha), Ohio (abajo a la izquierda) y Arizona (abajo a la derecha)

El 29 de octubre de 2015, el banco anunció un acuerdo para fusionarse con el Astoria Bank, pero la fusión propuesta se dio por terminada en diciembre de 2016 tras no obtener la aprobación regulatoria.
El 4 de noviembre de 2016, Brooklyn Sports & Entertainment anunció que el banco había adquirido los derechos de denominación del Nassau Coliseum; pasó a llamarse "NYCB Live: Home of the Nassau Veterans Memorial Coliseum", debido a los acuerdos que exigían que "Nassau Veterans Memorial Coliseum" permaneciera en el nombre del estadio.  NYCB se retiró de su contrato de naming rights a finales de agosto de 2020 debido a la incertidumbre que rodeaba a la propiedad tras un cierre en junio de 2020 y el posterior nuevo arrendatario.
El 26 de abril de 2021, NYCB emitió un comunicado de prensa indicando que iba a adquirir Flagstar Bank en una fusión de todas las acciones. La adquisición se completó el 1 de diciembre de 2022.
El 19 de marzo de 2023, NYCB adquirió 38.400 millones de dólares en activos del liquidado Signature Bank en una operación de 2.700 millones de dólares, y 40 sucursales de Signature se convirtieron en locales de Flagstar.
El 31 de enero de 2024 sus acciones cayeron casi un 38% por la exposición del banco al mercado inmobiliario norteamericano.
El 6 de febrero de 2024, el proveedor de calificación crediticia de bonos Moody's Investors Service rebajó la calificación crediticia del NYCB a la categoría de basura, atribuida a su exposición en los préstamos inmobiliarios comerciales. El NYCB había informado de una pérdida trimestral de 252 millones de dólares una semana antes.
Como resultado de la adquisición del banco Flagstar en 2022, la empresa cambió el nombre de todas sus sucursales a Flagstar el 21 de febrero de 2024.
En febrero de 2024, Alessandro DiNello, su presidente ejecutivo, fue nombrado presidente y director ejecutivo.